# Unité urbaine de Poilly-lez-Gien
L'unité urbaine de Poilly-lez-Gien est une agglomération française centrée sur la commune de Poilly-lez-Gien, dans le Loiret. Composée de 2 communes, elle comptait 3 627 habitants en 2013.

## Composition selon la délimitation de 2010
| Nom                     | Code Insee | Statut | Superficie (km2) | Population (dernière pop. légale) | Densité (hab./km2) |
| ----------------------- | ---------- | ------ | ---------------- | --------------------------------- | ------------------ |
| Poilly-lez-Gien (siège) | 45254      |        | 33,29            | 2 393 (2014)                      | 72                 |
| Saint-Martin-sur-Ocre   | 45291      |        | 15,79            | 1 237 (2014)                      | 78                 |

### Évolution de la composition
L'unité urbaine a été définie pour la première fois par l'INSEE lors du découpage de la France urbaine de 2010.
- 2010 : 2 communes